# Mircea van Roemenië

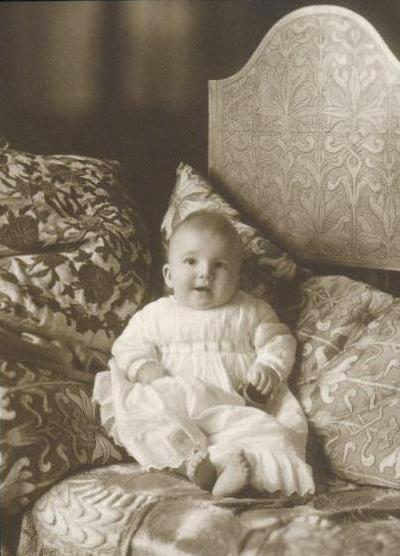
Prins Mircea

Mircea van Roemenië (Boekarest, 3 januari 1913 - aldaar, 2 november 1916), was een Roemeense prins uit het huis Hohenzollern-Sigmaringen.
Hij was - althans officieel - het jongste kind van koning Ferdinand I van Roemenië en koningin Marie.
Door sommige historici wordt aangenomen dat Mircea eigenlijk een zoon is van koningin Marie en haar minnaar, de Roemeense politicus Barbu Știrbei. Daarvoor zou pleiten dat Mircea donkere ogen had, terwijl zijn ouders allebei blauwe ogen hadden.
Mircea overleed aan tyfus toen hij bijna vier jaar was. Zijn oudere broer, de latere koning Karel II, zou zijn, bij zijn minnares Zizi Lambrino verwekte zoon Mircea noemen, ter nagedachtenis aan zijn jongere broertje.